# Кирил Лазаров
Кирил Лазаров (Свети Никола, 10. мај 1980) је бивши македонски рукометаш и капитен репрезентације Македоније, а садашњи рукометни тренер. Играо је на позицији десног бека.

## Клупска каријера
Лазаров је у родној Македонији наступао прво за екипе Овче Полеа и Бореца, а затим се афирмисао у битољском Пелистеру за који је играо од 1996. до 2000. године. Потом је провео две године у Загребу, пет у Веспрему, па се опет вратио у хрватску престоницу где је играо наредне три сезоне.
Након тога је каријеру наставио у Шпанији. Бранио је боје Сијудад Реала, две године мадридског Атлетика, да би затим четири године био рукометаш Барселоне, с којом је освојио трофеј Лиге шампиона. Каталонију напушта 2017. године, а каријеру је завршио у Нанту, француском тиму који је с њим играо финале Лиге шампиона 2018, али је поражен од Монпељеа у Келну.
Први европски меч Лазаров је одиграо 1995. године када је као члан македонског Бореца играо против Динама из Букурешта у квалификацијама за Лигу шампиона. На овом мечу десни бек је постигао први европски гол. Каријеру је завршио са 1.596 голова у европским такмичењима, а од тога 1.482 у Лиги шампиона, највише у историји овог такмичења.

## Репрезентација
Лазаров је за репрезентацију Македонију дебитовао 1998. године против Белгије и са 17 година постао најмлађи дебитант у историји. Након што је играо на Светском првенству 1999. у Египту, чекао је десет година да поново заигра на великом такмичењу. Македонија се вратила на рукометну мапу 2009. на Светском првенству у Хрватској, а Лазаров је са укупно 92 гола постао најбољи стрелац у историји светских првенстава. Македонија је у континуитету играла на ЕП и СП од 2012. до 2022. године, а Кирил је био на свим првенствима, са изузетком последњег где се повредио.